# ۷۷۰ (پیش از میلاد)
۷۷۰ (پیش از میلاد) ۷۷۰مین سال قبل از تقویم میلادی است.